# Gogoși

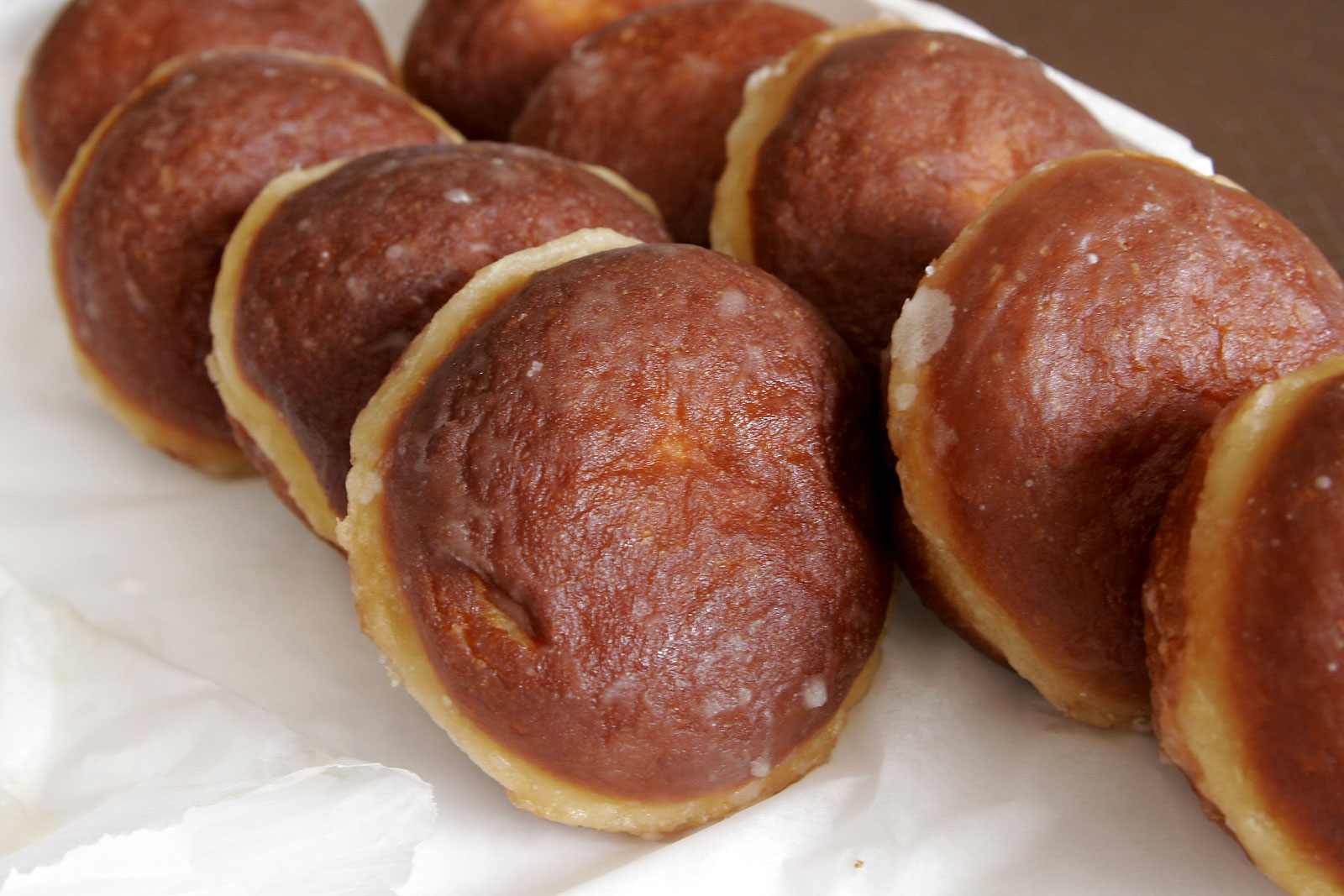
Gogoși.

Les gogoși ou gogoașă au singulier, sont l'un des desserts les plus populaires en Roumanie. Les gogoși sont une sorte de beignets qui peuvent se manger nature, saupoudrés de sucre ou bien fourrés d'une compote de pommes, de confiture de cerise, de crème à la vanille, de chocolat ou également de fromage frais.

## Histoire
La Roumanie (Dacie) a découvert les beignets par l'entremise des Romains lorsqu'elle a fait partie de l'Empire romain. La première recette d'une pâte à beignet, l'aliter dulcia, est donnée par Marcus Gavius Apicius dans son ouvrage le De re coquinaria.

## Étymologie
Le mot gogoși pourrait provenir du persan gosh feel, littéralement « oreille d'éléphant », qui désigne une pâtisserie frite d'origine iranienne. Il est probable que cette appellation date de l'époque de la domination ottomane.

## Recette similaire dans le monde

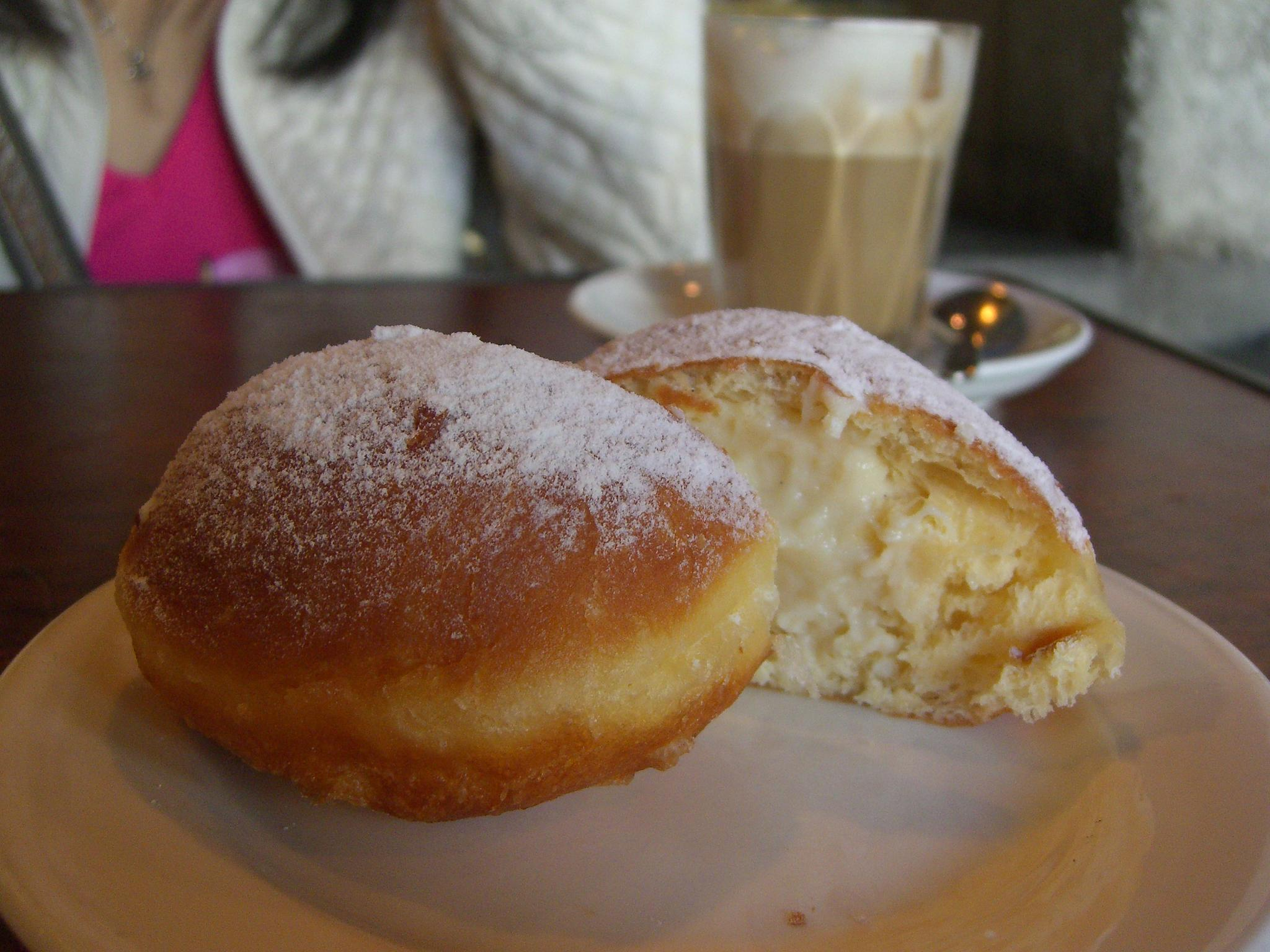
Donuts à la crème.

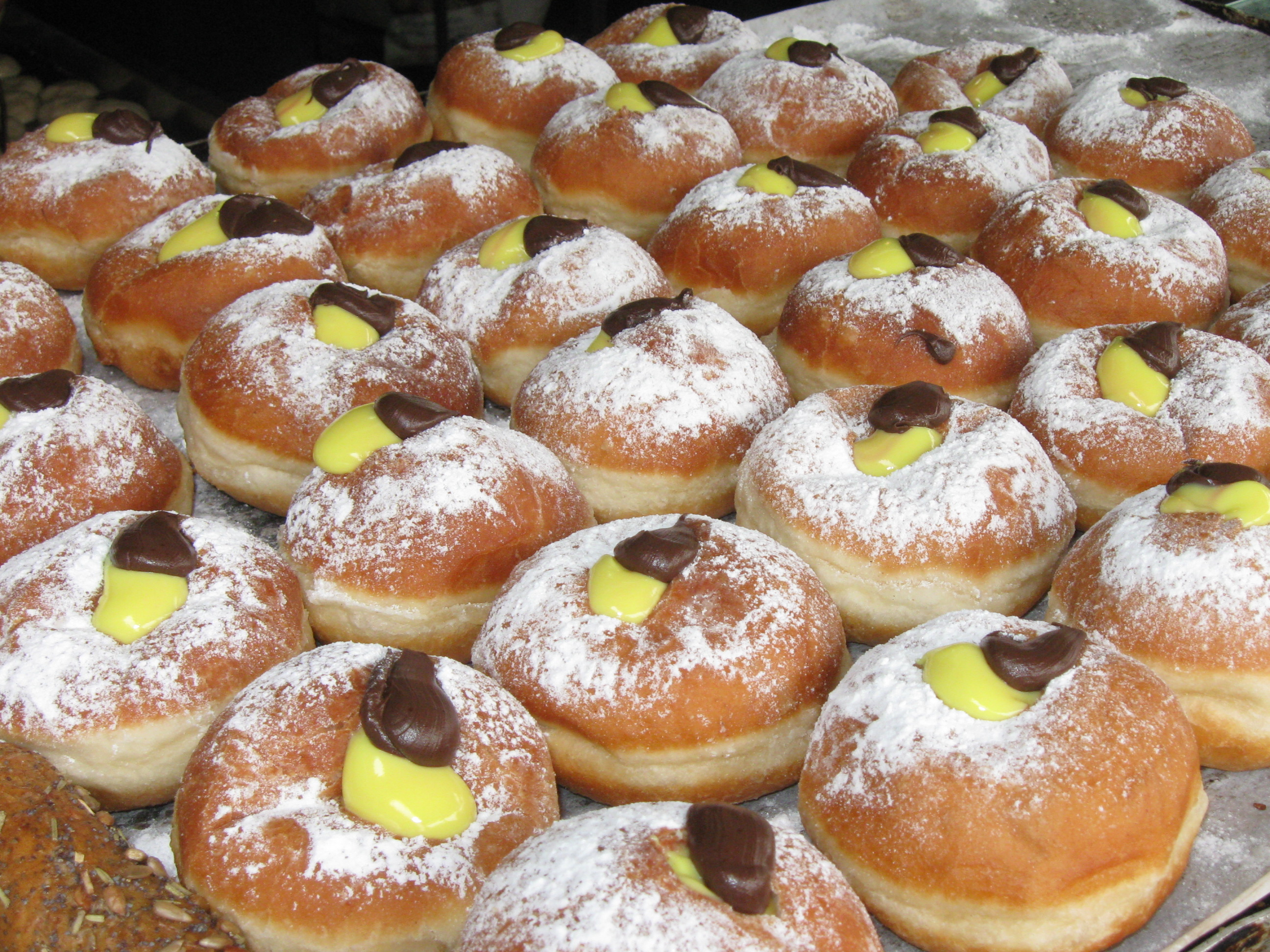
Sufganiyot au chocolat.

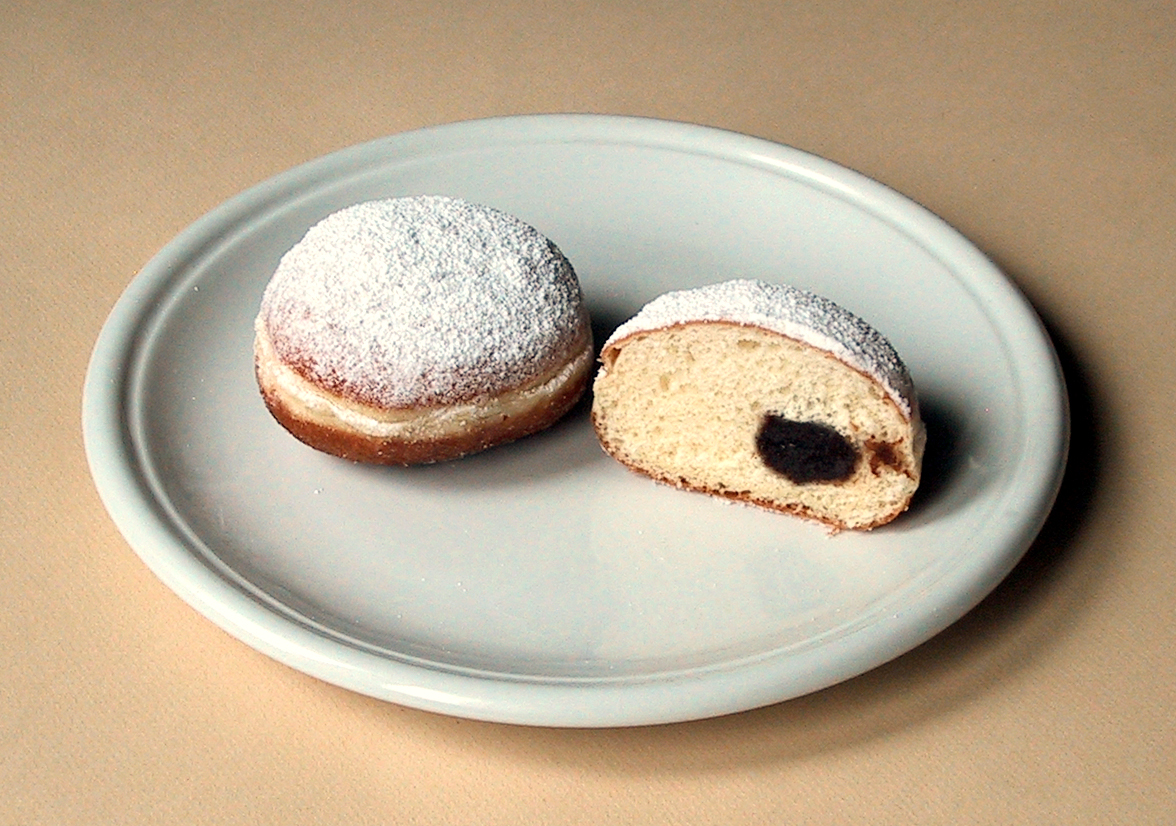
Boule de Berlin.

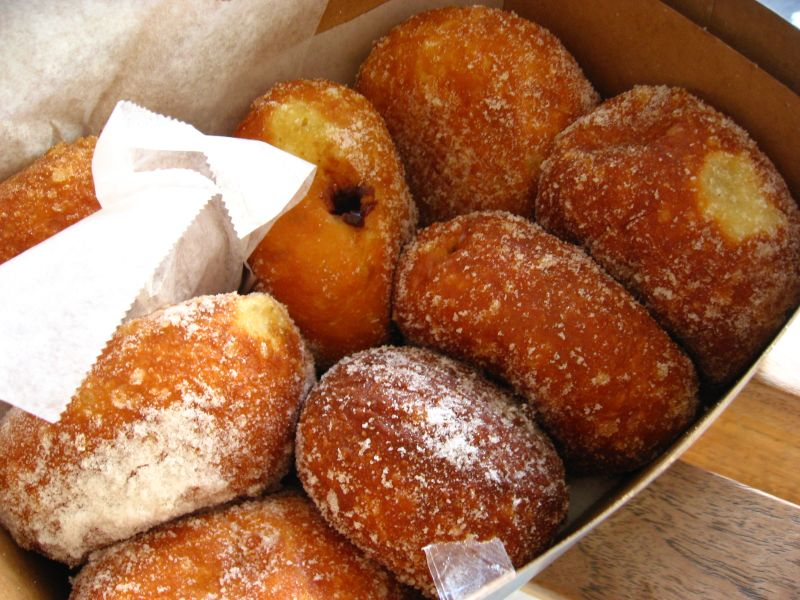
Malasadas.

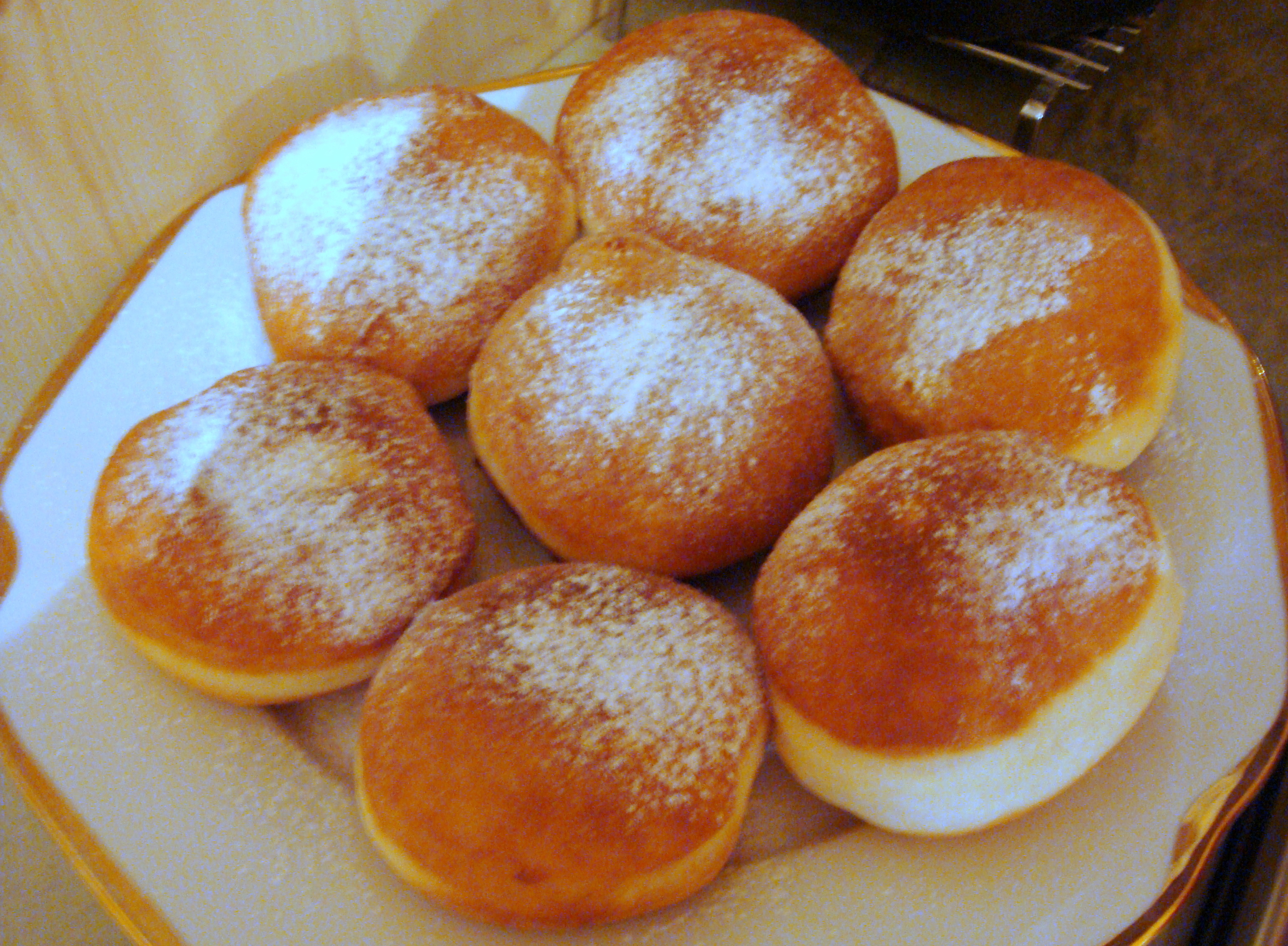
Fánk.

Avec des variantes dans sa composition, sa préparation ou sa consommation, ce dessert est préparé dans la cuisine traditionnelle de plusieurs pays à travers le monde. Le beignet sucré est présent dans la gastronomie :
- allemande, boule de Berlin,
- anglo-saxonne, donuts,
- autrichienne, Krapfen,
- belge, smoutebollen,
- brésilienne, sonho,
- croate, pokladnice
- espagnole, rosquilla,
- Éthiopienne, lagaymat,
- finlandaise, munkki,
- française, beignet fourré,
- néerlandaise, oliebol,
- hongroise, fánk,
- italienne, bomboloni,
- juive סופגניה, soufganiya,
- lituanienne, spurgos,
- polonaise, paczki,
- portugaise, malasada,
- russe, пончики (ponchiki),
- serbe, krofne,
- slovaque, šišky,
- slovène, krofi,
- sud-africaine, koeksuster,
- tchèque, kobliha,
- tunisienne, yoyo,
- turque, ponçik,
- ukrainienne, пампушки (pampushky).